# Setomedea monteithi
Setomedea monteithi är en snäckart som beskrevs av Stanisic 1990. Setomedea monteithi ingår i släktet Setomedea och familjen Charopidae. Inga underarter finns listade i Catalogue of Life.